# Bekololari Ransome-Kuti
Bekololari Ransome-Kuti  (* 2. August 1940 in Abeokuta; † 10. Februar 2006 in Lagos), volkstümlich bekannt als Beko, war ein nigerianischer Politiker, Bürgerrechtler und Arzt.

## Ausbildung
Seine schulische Grundausbildung absolvierte er von 1945 bis 1950 in der Klasse seiner Mutter, der berühmten Frauenrechtlerin Funmilayo Ransome-Kuti, die auch eine engagierte Lehrerin war. Danach kam er zur Abeokuta Grammar School, an welcher sein Vater jahrelang Direktor gewesen war. Von 1957 bis 1958 studierte er in Coventry (Großbritannien) am Technical College und dann von 1958 bis 1963 an der Universität Manchester, wo er 1963 als Arzt graduierte. 1964 kehrte er nach Nigeria zurück, wo er bis 1977 an verschiedenen staatlichen Krankenhäusern praktizierte und schließlich seine eigene Praxis eröffnete. Schon in Manchester war Beko Vorsitzender der nigerianischen Studentenvereinigung gewesen, in Nigeria führte er den Vorsitz über verschiedene Vereinigungen von Medizinern, unter anderem den der Nigerian Medical Association in Lagos.

## Politische Laufbahn
Während seine Eltern einen leidenschaftlichen Kampf für die Loslösung Nigerias von der Kolonialmacht Großbritannien geführt hatten, fühlte sich Beko aufgerufen, für die Freiheit seiner Landsleute im nunmehr unabhängig gewordenen Land, gegen die Missstände der Demokratie Nigerias und die Menschenrechtsverletzungen unter den langwährenden Phasen von Militärdiktaturen vorzugehen. Sein Bruder Fela Kuti klagte die Arroganz der Herrschenden in politischen Texten an, die er mit seinem Afrobeat wirkungsvoll in Musik kleidete. Beko versuchte mit rechtsstaatlichen Mitteln, an deren Wirksamkeit er unerschütterlich glaubte, die Regierenden zur Verantwortung zu ziehen. Jahrelang führte er einen erfolglosen Prozess gegen den damaligen Militärdiktator Olusegun Obasanjo, den er für eine brutale Militärrazzia verantwortlich machte, an deren Folgen seine Mutter 1978 gestorben war.
Schon während der Jahre unter Ibrahim Babangida wurde Ransome-Kuti Vorsitzender der Campaign for Democracy (CD), die während der Jahre der Abacha-Diktatur zum zentralen Hort des Widerstandes heranwuchs. Die CD entwickelte unter Bekos Initiative Formen des gewaltlosen Protestes, die öffentlich wirksam waren und ein Minimum an Menschenleben kosteten. Am 25. Juni 1995 ließ Abacha ihn unter dem Vorwurf des Landesverrats inhaftieren und in einem Schauprozess zu einer lebenslangen Freiheitsstrafe verurteilen. Eine Woche nach Abachas Tod am 8. Juni 1998 ordnete sein Nachfolger General Abdulsalami Abubakar Bekos Freilassung an, zusammen mit acht weiteren prominenten politischen Gefangenen.
In seinen letzten Lebensjahren war Beko in führender Position an der Pro-National Conference Organizations (PRONACO) beteiligt, einer Organisation, in welcher sich Politiker, Menschenrechtler und Juristen für Reformen der nigerianischen Verfassung, des föderalistischen Systems und einer Demokratisierung Nigerias, gegen autoritären Zentralismus und Korruption einsetzen. Bekololari Ransome-Kuti war Präsident des Komitees für die Verteidigung der Menschenrechte (CDHR). Am 10. Dezember 1997 wurde er mit dem Menschenrechtspreis der Stadt Weimar geehrt.
| Personendaten    | Personendaten                                 |
| ---------------- | --------------------------------------------- |
| NAME             | Ransome-Kuti, Bekololari                      |
| ALTERNATIVNAMEN  | Ransome-Kuti, Beko                            |
| KURZBESCHREIBUNG | nigerianischer Politiker und Menschenrechtler |
| GEBURTSDATUM     | 2. August 1940                                |
| GEBURTSORT       | Abeokuta                                      |
| STERBEDATUM      | 10. Februar 2006                              |
| STERBEORT        | Lagos                                         |